# كرايغ إيتون
كرايغ إيتون (بالإنجليزية: Craig Eaton)‏ هو لاعب كرة قاعدة أمريكي، ولد في 7 سبتمبر 1954 في غلينديل في الولايات المتحدة.

## وصلات خارجية
- كرايغ إيتون على موقعبيزبول رفرنس.كوم (الدوري الرئيسي) (الإنجليزية)
- كرايغ إيتون على موقعبيزبول رفرنس.كوم (الدوري الثانوي) (الإنجليزية)